# Bastiania exilis
Bastiania exilis är en rundmaskart som beskrevs av Nathan Augustus Cobb 1914. Bastiania exilis ingår i släktet Bastiania och familjen Bastianiidae. Inga underarter finns listade i Catalogue of Life.